# Bollettino di guerra
Il bollettino di guerra è il documento ufficiale, di solito giornaliero, emesso dal Comando supremo delle Forze armate di un paese nel corso di un conflitto armato, sull'andamento delle operazioni militari .

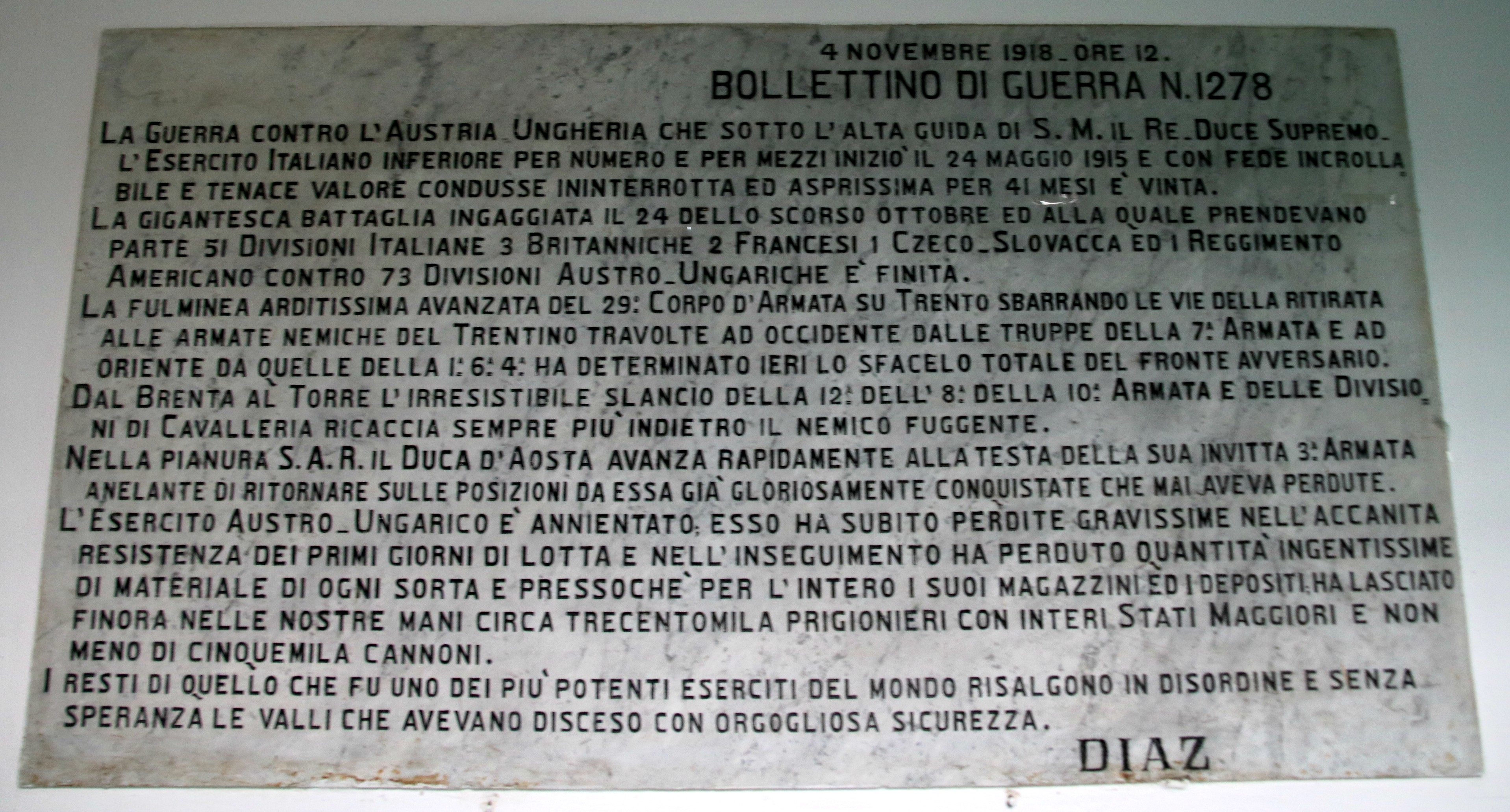
Lapide che riproduce il bollettino di guerra n. 1.278 del 4 novembre 1918

Dà un resoconto dettagliato delle operazioni belliche, nei vari teatri di guerra, e viene inviato agli organi di informazione e trasmesso via radio.
Tra i più famosi il Bollettino della Vittoria che ufficializzò la vittoria italiana nella prima guerra mondiale.